# Unicodeblock Khudabadi
Der Unicodeblock Khudabadi (Engl. Khudawadi U+112B0 bis U+112FF) enthält die Zeichen der Khudabadi-Schrift.

## Liste
| Unicodenummer   | Zeichen (400 %) | Kategorie                               | Bidirektionale Klasse       | Offizielle Bezeichnung  | Beschreibung               |
| --------------- | --------------- | --------------------------------------- | --------------------------- | ----------------------- | -------------------------- |
| U+112B0 (70320) | 𑊰               | anderer Buchstabe, Silbe oder Ideogramm | links nach rechts           | KHUDAWADI LETTER A      | Khudabadi-Buchstabe A      |
| U+112B1 (70321) | 𑊱               | anderer Buchstabe, Silbe oder Ideogramm | links nach rechts           | KHUDAWADI LETTER AA     | Khudabadi-Buchstabe Aa     |
| U+112B2 (70322) | 𑊲               | anderer Buchstabe, Silbe oder Ideogramm | links nach rechts           | KHUDAWADI LETTER I      | Khudabadi-Buchstabe I      |
| U+112B3 (70323) | 𑊳               | anderer Buchstabe, Silbe oder Ideogramm | links nach rechts           | KHUDAWADI LETTER II     | Khudabadi-Buchstabe Ii     |
| U+112B4 (70324) | 𑊴               | anderer Buchstabe, Silbe oder Ideogramm | links nach rechts           | KHUDAWADI LETTER U      | Khudabadi-Buchstabe U      |
| U+112B5 (70325) | 𑊵               | anderer Buchstabe, Silbe oder Ideogramm | links nach rechts           | KHUDAWADI LETTER UU     | Khudabadi-Buchstabe Uu     |
| U+112B6 (70326) | 𑊶               | anderer Buchstabe, Silbe oder Ideogramm | links nach rechts           | KHUDAWADI LETTER E      | Khudabadi-Buchstabe E      |
| U+112B7 (70327) | 𑊷               | anderer Buchstabe, Silbe oder Ideogramm | links nach rechts           | KHUDAWADI LETTER AI     | Khudabadi-Buchstabe Ai     |
| U+112B8 (70328) | 𑊸               | anderer Buchstabe, Silbe oder Ideogramm | links nach rechts           | KHUDAWADI LETTER O      | Khudabadi-Buchstabe O      |
| U+112B9 (70329) | 𑊹               | anderer Buchstabe, Silbe oder Ideogramm | links nach rechts           | KHUDAWADI LETTER AU     | Khudabadi-Buchstabe Au     |
| U+112BA (70330) | 𑊺               | anderer Buchstabe, Silbe oder Ideogramm | links nach rechts           | KHUDAWADI LETTER KA     | Khudabadi-Buchstabe Ka     |
| U+112BB (70331) | 𑊻               | anderer Buchstabe, Silbe oder Ideogramm | links nach rechts           | KHUDAWADI LETTER KHA    | Khudabadi-Buchstabe Kha    |
| U+112BC (70332) | 𑊼               | anderer Buchstabe, Silbe oder Ideogramm | links nach rechts           | KHUDAWADI LETTER GA     | Khudabadi-Buchstabe Ga     |
| U+112BD (70333) | 𑊽               | anderer Buchstabe, Silbe oder Ideogramm | links nach rechts           | KHUDAWADI LETTER GGA    | Khudabadi-Buchstabe Gga    |
| U+112BE (70334) | 𑊾               | anderer Buchstabe, Silbe oder Ideogramm | links nach rechts           | KHUDAWADI LETTER GHA    | Khudabadi-Buchstabe Gha    |
| U+112BF (70335) | 𑊿               | anderer Buchstabe, Silbe oder Ideogramm | links nach rechts           | KHUDAWADI LETTER NGA    | Khudabadi-Buchstabe Nga    |
| U+112C0 (70336) | 𑋀               | anderer Buchstabe, Silbe oder Ideogramm | links nach rechts           | KHUDAWADI LETTER CA     | Khudabadi-Buchstabe Ca     |
| U+112C1 (70337) | 𑋁               | anderer Buchstabe, Silbe oder Ideogramm | links nach rechts           | KHUDAWADI LETTER CHA    | Khudabadi-Buchstabe Cha    |
| U+112C2 (70338) | 𑋂               | anderer Buchstabe, Silbe oder Ideogramm | links nach rechts           | KHUDAWADI LETTER JA     | Khudabadi-Buchstabe Ja     |
| U+112C3 (70339) | 𑋃               | anderer Buchstabe, Silbe oder Ideogramm | links nach rechts           | KHUDAWADI LETTER JJA    | Khudabadi-Buchstabe Jja    |
| U+112C4 (70340) | 𑋄               | anderer Buchstabe, Silbe oder Ideogramm | links nach rechts           | KHUDAWADI LETTER JHA    | Khudabadi-Buchstabe Jha    |
| U+112C5 (70341) | 𑋅               | anderer Buchstabe, Silbe oder Ideogramm | links nach rechts           | KHUDAWADI LETTER NYA    | Khudabadi-Buchstabe Nya    |
| U+112C6 (70342) | 𑋆               | anderer Buchstabe, Silbe oder Ideogramm | links nach rechts           | KHUDAWADI LETTER TTA    | Khudabadi-Buchstabe Tta    |
| U+112C7 (70343) | 𑋇               | anderer Buchstabe, Silbe oder Ideogramm | links nach rechts           | KHUDAWADI LETTER TTHA   | Khudabadi-Buchstabe Ttha   |
| U+112C8 (70344) | 𑋈               | anderer Buchstabe, Silbe oder Ideogramm | links nach rechts           | KHUDAWADI LETTER DDA    | Khudabadi-Buchstabe Dda    |
| U+112C9 (70345) | 𑋉               | anderer Buchstabe, Silbe oder Ideogramm | links nach rechts           | KHUDAWADI LETTER DDDA   | Khudabadi-Buchstabe Ddda   |
| U+112CA (70346) | 𑋊               | anderer Buchstabe, Silbe oder Ideogramm | links nach rechts           | KHUDAWADI LETTER RRA    | Khudabadi-Buchstabe Rra    |
| U+112CB (70347) | 𑋋               | anderer Buchstabe, Silbe oder Ideogramm | links nach rechts           | KHUDAWADI LETTER DDHA   | Khudabadi-Buchstabe Ddha   |
| U+112CC (70348) | 𑋌               | anderer Buchstabe, Silbe oder Ideogramm | links nach rechts           | KHUDAWADI LETTER NNA    | Khudabadi-Buchstabe Nna    |
| U+112CD (70349) | 𑋍               | anderer Buchstabe, Silbe oder Ideogramm | links nach rechts           | KHUDAWADI LETTER TA     | Khudabadi-Buchstabe Ta     |
| U+112CE (70350) | 𑋎               | anderer Buchstabe, Silbe oder Ideogramm | links nach rechts           | KHUDAWADI LETTER THA    | Khudabadi-Buchstabe Tha    |
| U+112CF (70351) | 𑋏               | anderer Buchstabe, Silbe oder Ideogramm | links nach rechts           | KHUDAWADI LETTER DA     | Khudabadi-Buchstabe Da     |
| U+112D0 (70352) | 𑋐               | anderer Buchstabe, Silbe oder Ideogramm | links nach rechts           | KHUDAWADI LETTER DHA    | Khudabadi-Buchstabe Dha    |
| U+112D1 (70353) | 𑋑               | anderer Buchstabe, Silbe oder Ideogramm | links nach rechts           | KHUDAWADI LETTER NA     | Khudabadi-Buchstabe Na     |
| U+112D2 (70354) | 𑋒               | anderer Buchstabe, Silbe oder Ideogramm | links nach rechts           | KHUDAWADI LETTER PA     | Khudabadi-Buchstabe Pa     |
| U+112D3 (70355) | 𑋓               | anderer Buchstabe, Silbe oder Ideogramm | links nach rechts           | KHUDAWADI LETTER PHA    | Khudabadi-Buchstabe Pha    |
| U+112D4 (70356) | 𑋔               | anderer Buchstabe, Silbe oder Ideogramm | links nach rechts           | KHUDAWADI LETTER BA     | Khudabadi-Buchstabe Ba     |
| U+112D5 (70357) | 𑋕               | anderer Buchstabe, Silbe oder Ideogramm | links nach rechts           | KHUDAWADI LETTER BBA    | Khudabadi-Buchstabe Bba    |
| U+112D6 (70358) | 𑋖               | anderer Buchstabe, Silbe oder Ideogramm | links nach rechts           | KHUDAWADI LETTER BHA    | Khudabadi-Buchstabe Bha    |
| U+112D7 (70359) | 𑋗               | anderer Buchstabe, Silbe oder Ideogramm | links nach rechts           | KHUDAWADI LETTER MA     | Khudabadi-Buchstabe Ma     |
| U+112D8 (70360) | 𑋘               | anderer Buchstabe, Silbe oder Ideogramm | links nach rechts           | KHUDAWADI LETTER YA     | Khudabadi-Buchstabe Ya     |
| U+112D9 (70361) | 𑋙               | anderer Buchstabe, Silbe oder Ideogramm | links nach rechts           | KHUDAWADI LETTER RA     | Khudabadi-Buchstabe Ra     |
| U+112DA (70362) | 𑋚               | anderer Buchstabe, Silbe oder Ideogramm | links nach rechts           | KHUDAWADI LETTER LA     | Khudabadi-Buchstabe La     |
| U+112DB (70363) | 𑋛               | anderer Buchstabe, Silbe oder Ideogramm | links nach rechts           | KHUDAWADI LETTER VA     | Khudabadi-Buchstabe Va     |
| U+112DC (70364) | 𑋜               | anderer Buchstabe, Silbe oder Ideogramm | links nach rechts           | KHUDAWADI LETTER SHA    | Khudabadi-Buchstabe Sha    |
| U+112DD (70365) | 𑋝               | anderer Buchstabe, Silbe oder Ideogramm | links nach rechts           | KHUDAWADI LETTER SA     | Khudabadi-Buchstabe Sa     |
| U+112DE (70366) | 𑋞               | anderer Buchstabe, Silbe oder Ideogramm | links nach rechts           | KHUDAWADI LETTER HA     | Khudabadi-Buchstabe Ha     |
| U+112DF (70367) | 𑋟                | Markierung ohne Extrabreite             | Markierung ohne Extrabreite | KHUDAWADI SIGN ANUSVARA | Khudabadi-Zeichen Anusvara |
| U+112E0 (70368) | 𑋠                | Markierung mit Extrabreite              | links nach rechts           | KHUDAWADI VOWEL SIGN AA | Khudabadi-Vokalzeichen Aa  |
| U+112E1 (70369) | 𑋡                | Markierung mit Extrabreite              | links nach rechts           | KHUDAWADI VOWEL SIGN I  | Khudabadi-Vokalzeichen I   |
| U+112E2 (70370) | 𑋢                | Markierung mit Extrabreite              | links nach rechts           | KHUDAWADI VOWEL SIGN II | Khudabadi-Vokalzeichen Ii  |
| U+112E3 (70371) | 𑋣                | Markierung ohne Extrabreite             | Markierung ohne Extrabreite | KHUDAWADI VOWEL SIGN U  | Khudabadi-Vokalzeichen U   |
| U+112E4 (70372) | 𑋤                | Markierung ohne Extrabreite             | Markierung ohne Extrabreite | KHUDAWADI VOWEL SIGN UU | Khudabadi-Vokalzeichen Uu  |
| U+112E5 (70373) | 𑋥                | Markierung ohne Extrabreite             | Markierung ohne Extrabreite | KHUDAWADI VOWEL SIGN E  | Khudabadi-Vokalzeichen E   |
| U+112E6 (70374) | 𑋦                | Markierung ohne Extrabreite             | Markierung ohne Extrabreite | KHUDAWADI VOWEL SIGN AI | Khudabadi-Vokalzeichen Ai  |
| U+112E7 (70375) | 𑋧                | Markierung ohne Extrabreite             | Markierung ohne Extrabreite | KHUDAWADI VOWEL SIGN O  | Khudabadi-Vokalzeichen O   |
| U+112E8 (70376) | 𑋨                | Markierung ohne Extrabreite             | Markierung ohne Extrabreite | KHUDAWADI VOWEL SIGN AU | Khudabadi-Vokalzeichen Au  |
| U+112E9 (70377) | 𑋩                | Markierung ohne Extrabreite             | Markierung ohne Extrabreite | KHUDAWADI SIGN NUKTA    | Khudabadi-Zeichen Nukta    |
| U+112EA (70378) | 𑋪                | Markierung ohne Extrabreite             | Markierung ohne Extrabreite | KHUDAWADI SIGN VIRAMA   | Khudabadi-Zeichen Virama   |
| U+112F0 (70384) | 𑋰               | Dezimalziffer                           | links nach rechts           | KHUDAWADI DIGIT ZERO    | Khudabadi-Ziffer Null      |
| U+112F1 (70385) | 𑋱               | Dezimalziffer                           | links nach rechts           | KHUDAWADI DIGIT ONE     | Khudabadi-Ziffer Eins      |
| U+112F2 (70386) | 𑋲               | Dezimalziffer                           | links nach rechts           | KHUDAWADI DIGIT TWO     | Khudabadi-Ziffer Zwei      |
| U+112F3 (70387) | 𑋳               | Dezimalziffer                           | links nach rechts           | KHUDAWADI DIGIT THREE   | Khudabadi-Ziffer Drei      |
| U+112F4 (70388) | 𑋴               | Dezimalziffer                           | links nach rechts           | KHUDAWADI DIGIT FOUR    | Khudabadi-Ziffer Vier      |
| U+112F5 (70389) | 𑋵               | Dezimalziffer                           | links nach rechts           | KHUDAWADI DIGIT FIVE    | Khudabadi-Ziffer Fünf      |
| U+112F6 (70390) | 𑋶               | Dezimalziffer                           | links nach rechts           | KHUDAWADI DIGIT SIX     | Khudabadi-Ziffer Sechs     |
| U+112F7 (70391) | 𑋷               | Dezimalziffer                           | links nach rechts           | KHUDAWADI DIGIT SEVEN   | Khudabadi-Ziffer Sieben    |
| U+112F8 (70392) | 𑋸               | Dezimalziffer                           | links nach rechts           | KHUDAWADI DIGIT EIGHT   | Khudabadi-Ziffer Acht      |
| U+112F9 (70393) | 𑋹               | Dezimalziffer                           | links nach rechts           | KHUDAWADI DIGIT NINE    | Khudabadi-Ziffer Neun      |